# Mihály Pál
Mihály Pál (Sepsiszentgyörgy, 1937. október 12. – Budapest, 2017. január 28.) magyar színművész.

## Élete és munkássága
Középiskolai tanulmányait a sepsiszentgyörgyi Székely Mikó Kollégiumban végezte, ahol a Kőrösi Csoma Sándor Önképzőkör tagja volt. 1955-58 között a Kolozsvári Protestáns Teológiai Intézet hallgatója volt. 1965-ben végezte el Marosvásárhelyen a Szentgyörgyi István Színművészeti Főiskolát, ahol évfolyamtársai Bányai Irén, Botár Endre, Fülöp Ildikó, Higyed Imre, Krausz (Kuti) István, Krizsovánszky Szidónia, Madár (Gingilescu) Livia, Nagy Dezső, Oss Enikő, Stief Magda, Vásárhelyi Katalin és Vitályos András voltak. Utána a Kolozsvári Állami Magyar Színházhoz szerződött, ahol első ízben az Az ember tragédiájá-ban lépett fel Michelangelo, az Elítélt és a Rabszolga szerepében. Ebben a társulatban 1965 és 1977 közt mintegy negyven szerepet játszott el, főleg karakterszerepeket. 1977-től Magyarországon élt, ahol előbb a 25. Színház, majd a Népszínház, 1982-től a József Attila Színház, 1986-tól a Nemzeti Színház 2000-től pedig a Pesti Magyar Színház társulatának tagja volt.
2006-ban beválasztották a Kolozsvári Állami Magyar Színház örökös tagjai sorába. Kötő József színháztörténész ez alkalommal méltatásában Mihály Pált nagy korok nagy művészeként jellemezte.

## Legfontosabb alakításai
- Kós Károly: Budai Nagy Antal című drámájának címszereplője (1967)
- William Shakespeare: III. Richárd (1967, Komor István rendezése, az Első bérgyilkos szerepe)
- Páskándi Géza: Tornyot raktam (1973, Harag György rendezése, Rhédey figurája)
- Sütő András: Egy lócsiszár virágvasárnapja (1975, Zauner szerepe)
- Sütő András: Csillag a máglyán (1976, Harag György rendezése, a rendőrfőnök szerepe)
- William Shakespeare: A vihar (1980, Vámos László rendezése, a Kormányos szerepe)
- Sultz Sándor: Barátaim, kannibálok! (1988, Ivánka Csaba rendezése, a Szerelő szerepe).
- Balogh Elemér–Kerényi Imre: Csíksomlyói passió (1994, Deus páter szerepe)

## Filmszerepei
- Zokogó majom (1978)
- Dóra jelenti (1978)
- Szervusz Szergej (sorozat, 1979)
- Shakespeare: Vihar (TV film, 1984)
- Az új földesúr (1988)
- A Távollét Hercege (1990)
- Csetepaté Chioggiában (TV film, 1993)
- Csíksomlyói passió (TV film, 1994)
- Kis Romulusz (sorozat, 1994)
- A gyertyák csonkig égnek (2005)
- Kaland (2011)

## Elismerései
- A Magyar Köztársasági Érdemrend lovagkeresztje (1998)
- Főnix díj (2007)
- Szendrő József-díj (2007)
- Aase-díj (2007)